# Mihail Gavril
Mihail Gavril (n. 9 noiembrie 1961, Fălticeni, județul Suceava) este un pictor român, membru al Uniunii Artiștilor Plastici din România, Filiala București.

## Studii
- 1996 - Licențiat la Academia de Artă “Luceafarul” - secția pictură
- 1998 - Licențiat la Universitatea de Artă –București - artă monumentală

## Expoziții personale
- 2010 - City Gallery – Suceava
- 2010 - Galeria Regala - Casino Sinaia
- 2009 – Galeria GalAteCa, Bucuresti
- 2008 – Galeria de artã a Hotelului Silva, Busteni
- 2007 – Casa ONU, Bucuresti
- 2007 – „Dealuri la Antilesti“, T.C Gallery, Hanul cu tei, Bucuresti
- 2007 – Caves Fonjallaz, Vevey, Elvetia
- 2006 – „Flori de mãr”, Galeria de artã ANA, Bucuresti
- 2006 – Casa ONU, Bucuresti
- 2005 – „Riviers’Art”, Montreux, Elvetia
- 2005 – Galeria HT17, Hanul cu tei, Bucuresti
- 2005 – „Luminã din tara Sfântã“, Caminul Artei –etaj, Bucuresti
- 2004 – „Hotarul nevãzut“, Galeria de Artã Galateca, Bucuresti
- 2003 – „Espace Hogan”, Montreux, Elvetia
- 2002 – „Ferestre de Luminã”, Galeria ArTei, Hanul cu tei, Bucuresti
- 2000 – Galeria „Yaction”, Liege, Belgia
- 1999 – Club El Paraiqua, Barcelona, Spania
- 1999 – Gallery@49, New York, SUA
- 1999 – Eglise St Pierre de Villers-le-Temple, Belgia
- 1999 – Gallerie Dus’Art, Liege, Belgia
- 1999 – „Catedrale europene”, Cercul Militar National, Bucuresti
- 1998 – Ramblas, Barcelona, Spania
- 1997 – Teatrul „Pygmalion”, Viena, Austria
- 1996 – Muzeul de artã, Piatra Neamt
- 1996 – Muzeul de Artã „Stefan cel Mare”, Vaslui
- 1996 – Galeriile de Artã „N.N. Tonitza”, Bârlad
- 1996 – Galeriile de Artã ale Municipiului Bucuresti,
- 1995 – Casa de Culturã „Friederich Schiller”, Bucuresti
- 1994 – Bibliotek Haga, Wadkoping Sallen, Orebro, Suedia
- 1993 – Teatrul de Comedie, Bucuresti
- 1992 – Galeriile Municipiului, Bucuresti
- 1986 – Galeria de artã, Suceava
- 1984 – Galeriile de Artã, Suceava
- 1983, 1984, 1987 – Galeria de artã, Fãlticeni
- 1981 – Casa Tineretului, Iasi

## Premii
- 2007 – Premiul Fundației Seymour-Obermer art Forum Montreux, Elveția
- 1996 – Diploma de excelență, Concursul Internațional de artă “N.N.Tonitza”, Bârlad
- 1993 – Premiul Galeriei de Arta “Avanpost“

## Aprecieri
- “Pentru născutul în Bucovina și artei dedicatul Mihail Gavril, debarcarea pe Sfântul Munte Athos a fost de un firesc fără de care nu se mai putea. S-a pregătit pentru asta prin tot ceea ce a făcut până atunci, colindul de Crăciun și floarea de măr de Paști la Antilești, sfatul părintesc și firescul împărtășirii, curățenia gândului și a credinței. Poartă în nume pe arhanghelii Mihail, preaîncuviințatul mai-marele peste cetele puterilor celor fără de trup, și Gavril, prea frumosul și prea veselitorul, iar matricea prin care interpretează lumea este una de înaltă simțire creștină. Duce în pânzele sale acest cod artistic și ne apropie, printr-o viziune curată, cu limpezime cromatică și maximă deschidere admirativă, sensuri pe care de multe ori nu le vedem sau nu reușim să le înțelegem. Pictura sa, însă, nu preia criptări specializate, ci construiește direct și deschis icoana de fiecare clipă din sufletul fiecăruia dintre noi, fără a monopoliza zona laică a discursului religios cotidian. Drumurile sale de pelerin prin cele ale lumii, profane sau smerite, l-au dus pe țărmul de argint de la Balcic, în fața catedralelor vest-europene, pe caldarâmul Ierusalimului și în evlavia sihăstrită a Athosului. Simțirile sale ni le-a spus de fiecare dată în limbajul său prin excelență, cel căruia i s-a dedicat prin fibră și destin, pictura și expunerea ei. Expoziția dedicată Athosului, în totalitate și la superlativ, de pictorul Mihail Gavril este o premieră, dar nu avem loc de trufie și mândrie, în acest subiect și aceste zile când ne gândim la absolut din altă perspectivă. Și astfel, compoziția cu imagini de la Athos, pe care unii nu le-am văzut, altele nu le vor vedea niciodată și mulți dintre noi nu pot să le vadă, devine un dar de Paști pentru noi toți, un loc în care, cu nețărmurita-i și bucovineana sa bunătate, ne invită Mihail Gavril să ne umplem sufletul de smerenie, bucurie și recunoștință pentru Mântuirea renăscută.“ [2] Marius Tița
- „ Licențiat în pictură (Academia de Artă “Luceafărul”) și în artă murală (Universitatea de Artă Bucuresti), Mihail Gavril și-a vernisat de curând cea dintâi expoziție personală organizată în țară, precedentele, în număr de șapte, bucurâd privirile celor interesați în galerii din Suedia, Austria, Italia, Spania, Belgia, SUA și Eveția. Această primă întâlnire, în formulă “de autor”, cu publicul din București a fost – se vede cu ochiul liber - îndelung gândită și elaborată. Tematica, adaptată momentului premergător Sărbătorilor de Paște, selecția lucrărilor (asupra căreia un cuvânt greu de spus l-a avut criticul de artă Corneliu Antim) și nu în ultimă instanță galeria aleasă ( Galateca, de la Biblioteca Centrală Universitară) denotă faptul că Mihail Gavril a vrut nu doar să treacă în palmaresul sau profesional încă o “realizare”, cum din păcate fac mulți confrați ai săi care acceptă să improvizeze și să expună oriunde și în orice context, ci să producă un veritabil eveniment cultural, de care să-și poată aduce aminte cât mai multă lume. În cea mai mare măsură se poate spune că a reușit, “Hotarul nevăzut” (titlul expoziției) impunându-se încă de la vernisaj ca o provocare intelectuală și spirituală neconvențională. Îmbinând pictura de șevalet cu arta monumentală, schimbând perspectivele clasice și reperele identitare ale celor două modalități de expresie, artistul produce transformări majore și în funcționalitatea lor primordială. În esență este vorba despre o pictură cu caracter religios, dar nu neapărat sacru, așa cum bine observa cineva. Subiectele tablourilor nu sunt scenele biblice, figurile sfinților sau prezența imaterială a îngerilor, ci clopotele, zidurile bisericilor, crucile, troițele, ușile împărătești etc. etc. Toate aceste obiecte în jurul cărora gravitează adânci sensuri religioase și funcții ceremoniale devin în picturile lui Mihail Gavril elemente compoziționale care își găsesc noi semnificații și valențe expresive în contextul unor imagini evocatoare, nu și purtătoare directe ale mesajelor sacre. Aș spune că, din această perspectivă, expoziția seamănă mai mult cu o “cronică” sau cu un “jurnal” ținut de un pictor de biserici care, la un moment dat, se hotărăște să coboare de pe schele și să-și contemple de la distanță nu numai rezultatul muncii , dar și locul în care acesta va rămâne drept mărturie a înzestrării și devoțiunii sale. În planul pictural propriu-zis, un asemenea mod de abordare produce efecte pe cât de previzibile, pe atât de spectaculoase. Culorile sunt “împrumutate” din paleta cromatică a frescelor sau mai clar spus imită opalescența specifică pigmenților dizolvați în apă sau în var, ceea ce presupune o tehnică deosebit de rafinată, care constă în manipularea foarte precisă a transparenței straturilor de ulei. Apoi, obiectele înfățișate fiind de regulă de dimensiuni mari, s-a impus necesitatea găsirii unor soluții ingenioase de contracarare a efectului de aplatizare a imaginii și de sugerare a profunzimilor spațiale. Poate că și în acest fel se explică prezența în expoziție a celor câtorva picturi-obiect, la realizarea cărora artistul a simțit nevoia să folosească sfori, nuiele, împletituri vegetale etc. Revenind asupra titlului expoziției – “Hotarul nevăzut” -, acesta poartă un mesaj provocator, nefiind o simplă exprimare metaforică. Vecinătatea sacrului, pe care pictura lui Mihail Gavril (ce nume predestinat!) își sprijină propensiunea spre o presupusă dimensiune transcendentă, este desigur ispititoare și te îndeamnă să treci dincolo de aparențe, în căutarea “nevăzutului”. Personal nu aș miza pe o astfel de suprastimulare a fanteziei, deoarece adevăratele virtuți plastice ale creației pictorului se regăsesc în întregime dincoace de bariera percepției mistice, în lumea certă a vizibilului. Iar aceste virtuți nu sunt deloc puține și nici nu suferă de vreo fragilitate anume care să justifice neapărat prezența unui sprijin metafizic.”[3] Corneliu Ostahie

## Lucrări de Mihail Gavril - Selecție
- Mihail Gavril  - http://www.mihailgavril.ro/index.php?option=com_content&view=article&id=50&Itemid=57 Arhivat în 25 septembrie 2015, la Wayback Machine.

## Lucrări în muzee și colecții
Lucrări ale artistului se află în colecții particulare sau publice din Belgia, Elveția, Germania, Grecia, Italia, Israel, Japonia, România, Spania, Suedia, SUA.
Lucrări de artă monumentală – frescă, sgrafitto, mozaic – se găsesc la Suceava, Târgoviște, Tulcea, Antilești, Liege(Belgia).